# باليولي
باليولي (بالإنجليزية: Paliuli)‏ عند أهل هاواي هي جنة تقابل جنة عدن التوراتية، حيث تنمو الفاكهة اللذيذة.